# Distretto di Raigad
Il distretto di Raigad è un distretto del Maharashtra, in India, di 2 205 972 abitanti. È situato nella divisione del Konkan e il suo capoluogo è Alibag.